# Leichtathletik-Europameisterschaften 2010/50 km Gehen der Männer

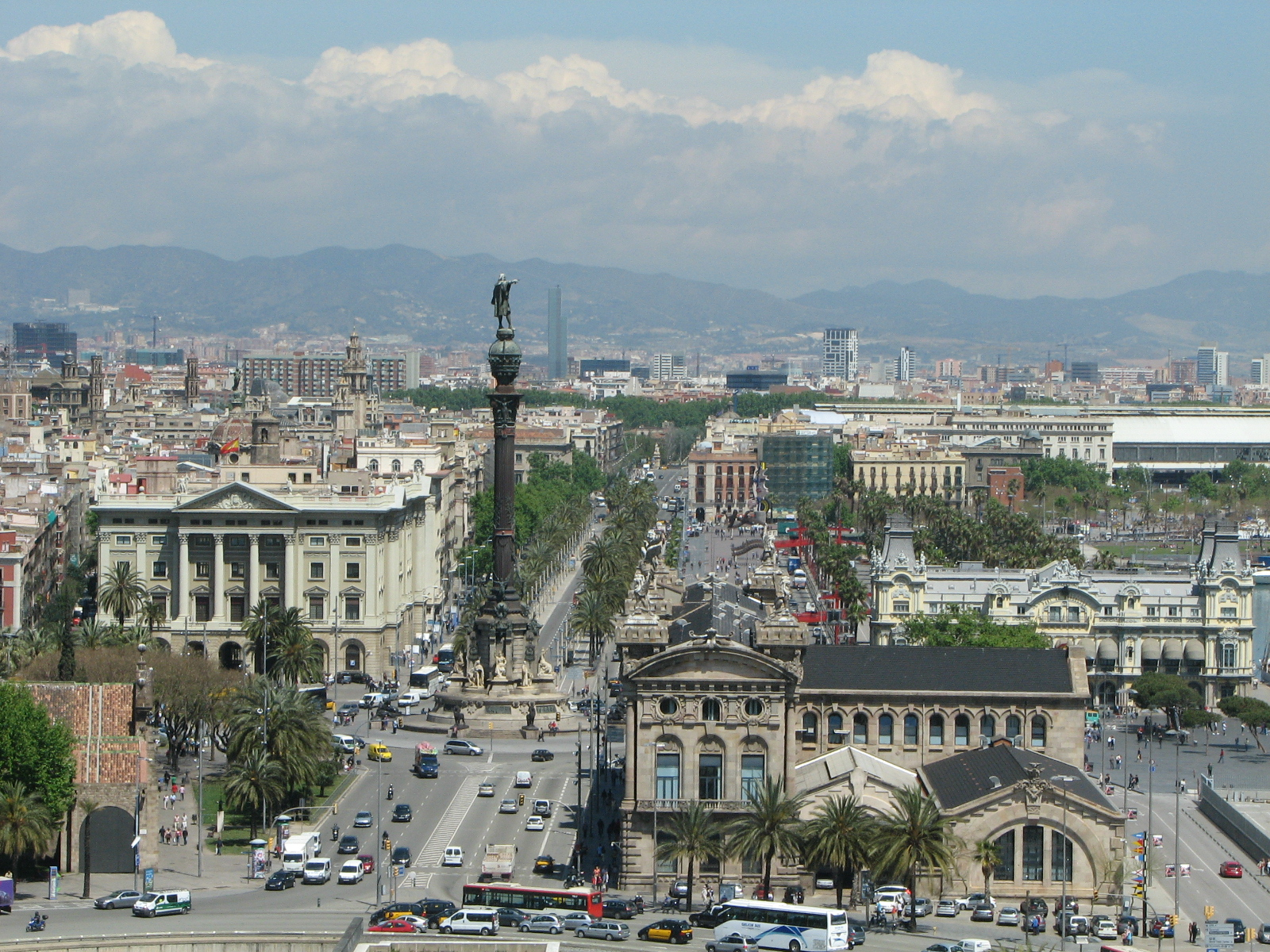
Blick auf Barcelona im Jahr 2008

Das 50-km-Gehen der Männer bei den Leichtathletik-Europameisterschaften 2010 wurde am 30. Juli 2010 in den Straßen der spanischen Stadt Barcelona ausgetragen.
Europameister wurde der französische Titelverteidiger und Vizeweltmeister von 2007 Yohann Diniz. Er gewann vor dem Polen Grzegorz Sudoł. Bronze ging an den Russen Sergei Bakulin.

## Rekorde
Anmerkung:

Die früher bestehende Praxis, Rekorde im Marathonlauf und Straßengehen wegen der unterschiedlichen Streckenbeschaffenheiten mit Ausnahme von Meisterschaftsrekorden nicht zu führen, wurde von 2003 an nicht mehr angewendet. Seitdem gibt es auch in diesen Straßenwettbewerben offizielle Rekorde. Allerdings müssen klare Regeln zur Beschaffenheit der Strecke eingehalten werden.

### Bestehende Rekorde
| Weltrekord           | 3:34:14 h | Denis Nischegorodow | Tscheboksary, Russland       | 11. Mai 2008    |
| Europarekord         | 3:34:14 h | Denis Nischegorodow | Tscheboksary, Russland       | 11. Mai 2008    |
| Meisterschaftsrekord | 3:40:55 h | Hartwig Gauder      | EM Stuttgart, BR Deutschland | 31. August 1986 |

### Rekordverbesserungen
Im Wettbewerb am 30. Juli wurde der bestehende EM-Rekord verbessert und außerdem gab es einen neuen Landesrekord.
- Meisterschaftsrekord: 3:40:37 h – Yohann Diniz (Frankreich)
- Landesrekord: 3:45:30 h – Robert Heffernan (Irland)

## Doping

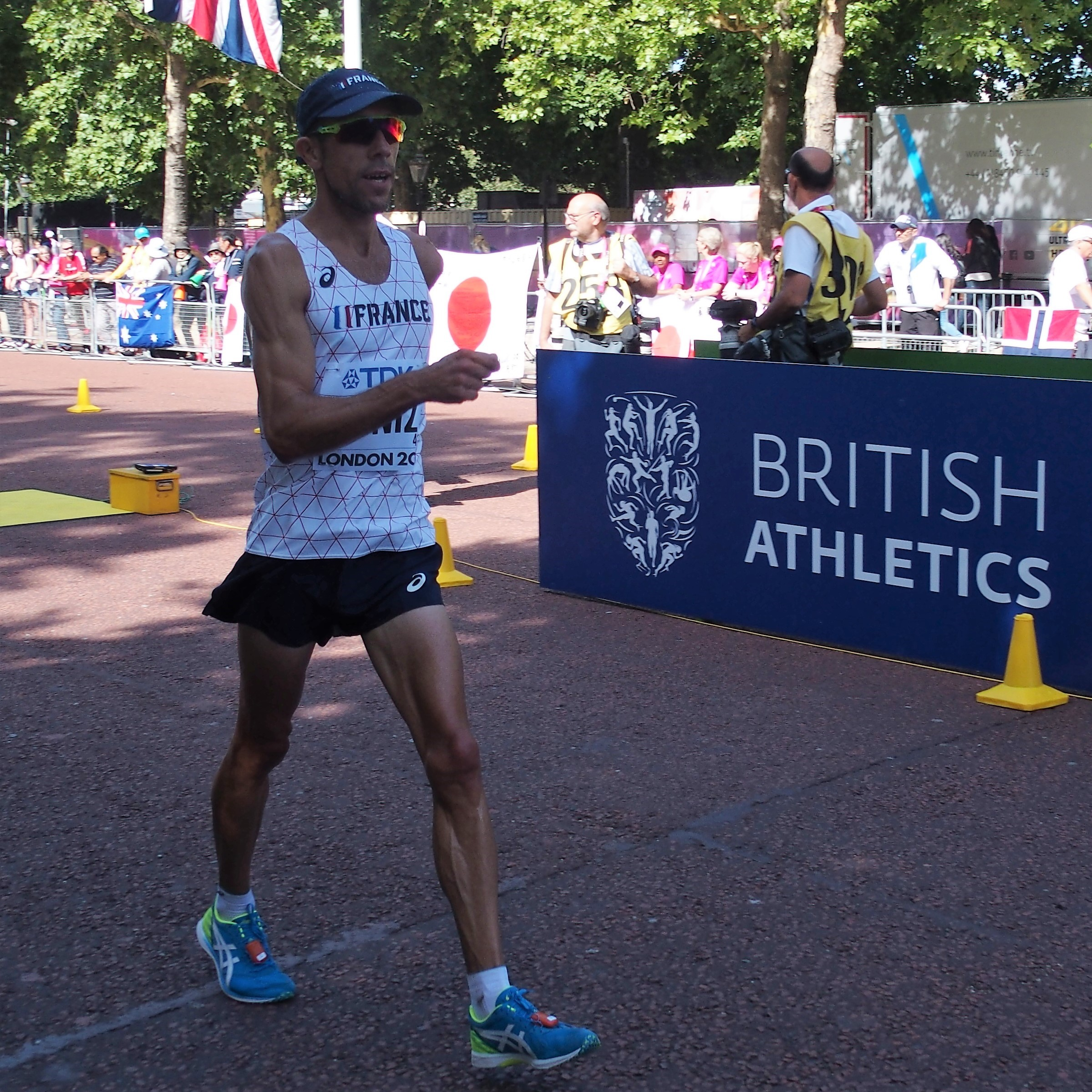
Erneuter Sieg für den Titelverteidiger und Vizeweltmeister von 2007 Yohann Diniz

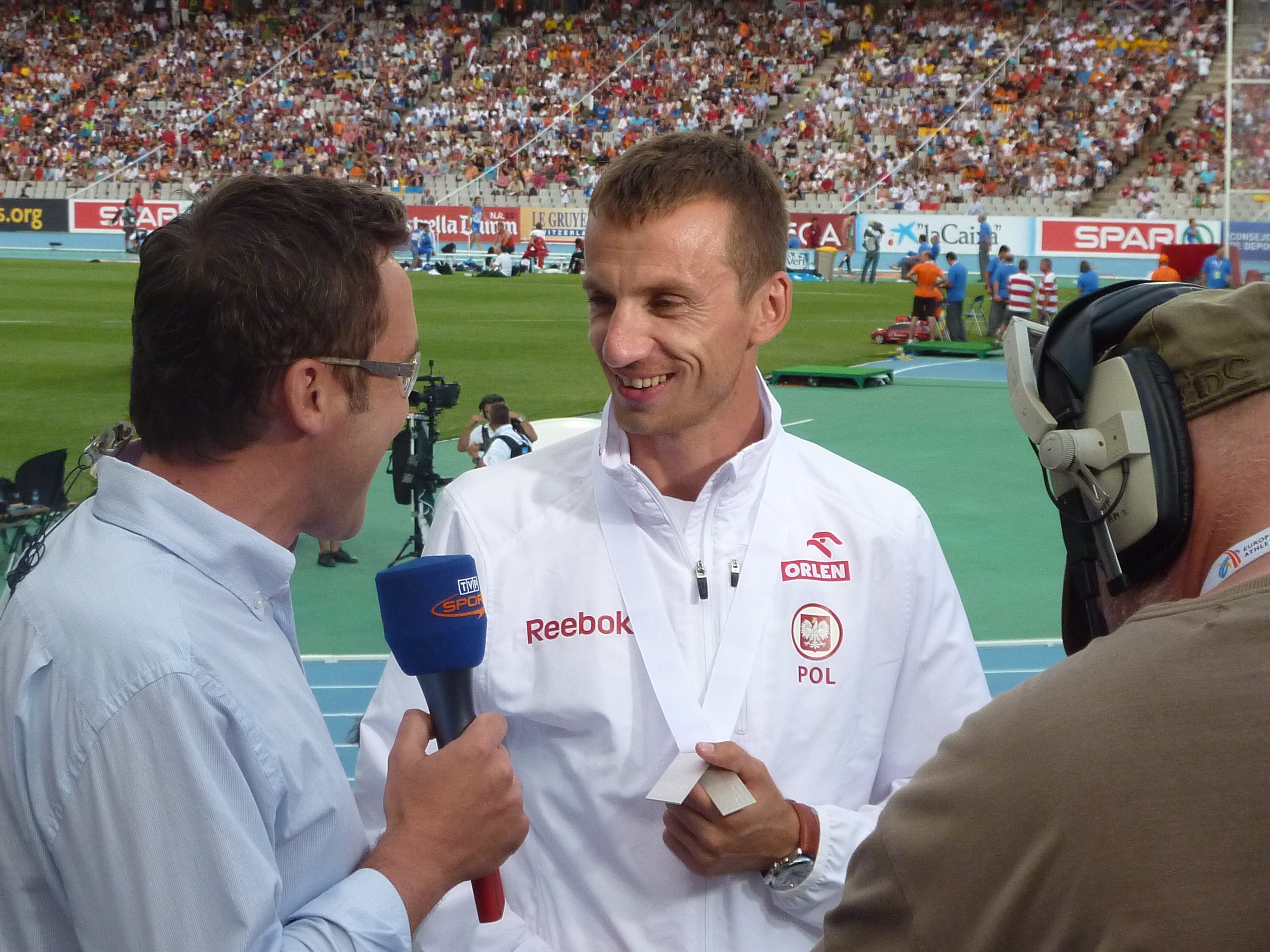
Vizeeuropameister Grzegorz Sudoł

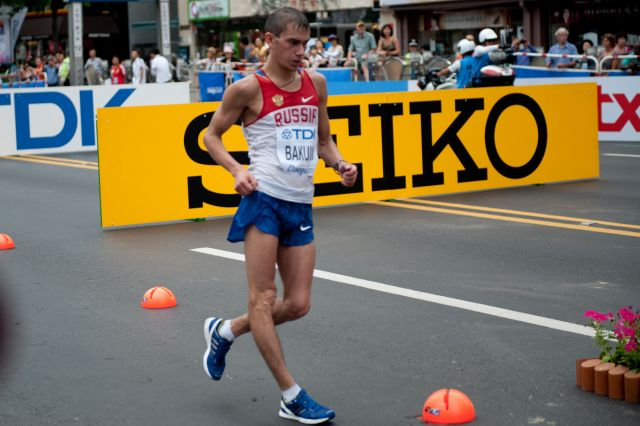
Bronze für Sergei Bakulin

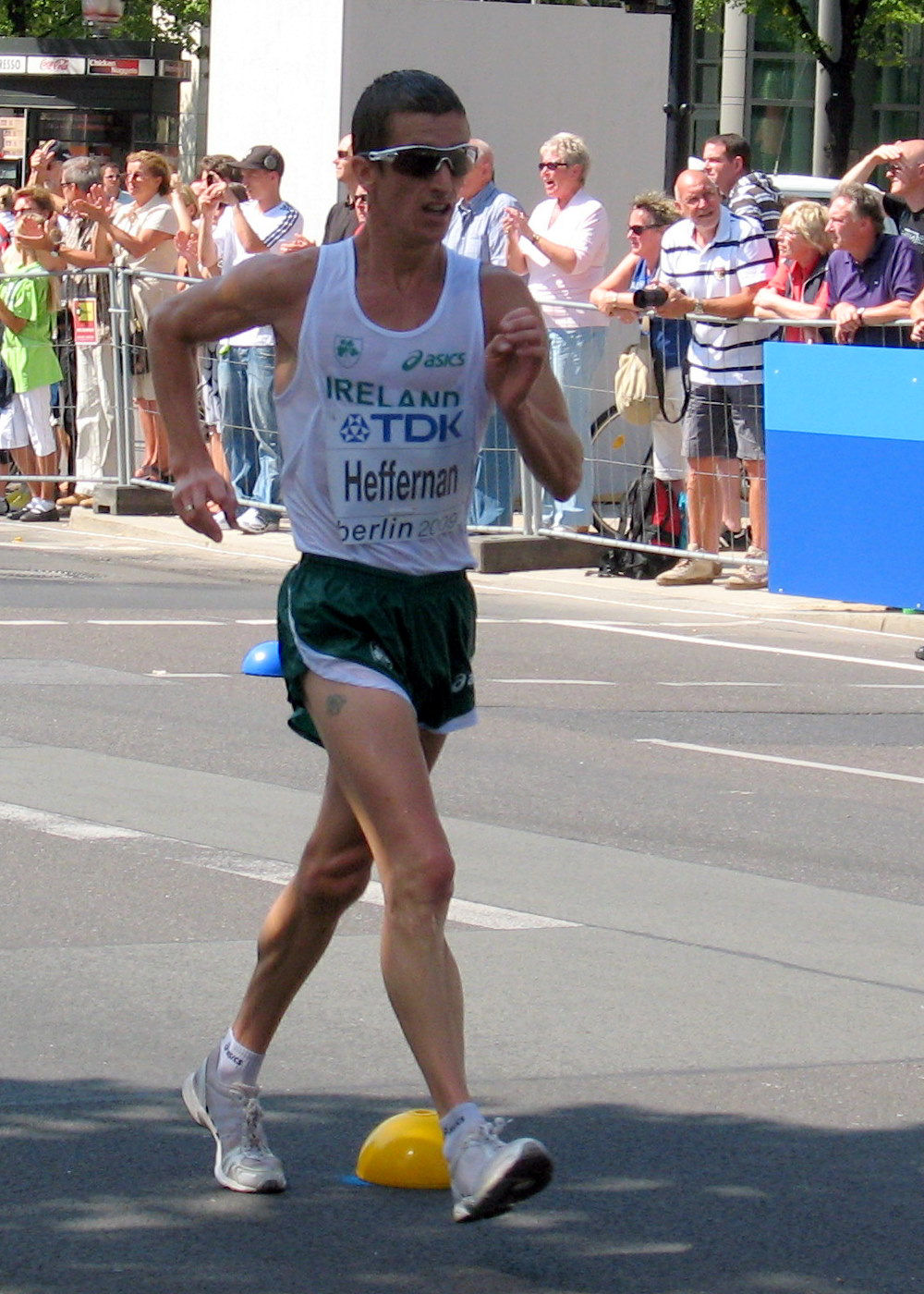
Robert Heffernan, Bronzemedaillengewinner über 20 Kilometer – Rang vier

Auch in diesem zweiten Männer-Gehwettbewerb kam es zu einem nachträglich aufgedeckten Dopingfall:

Sergei Kirdjapkin (Russland) – hier nicht im Ziel. Er wurde wegen Auffälligkeiten in seinem Biologischen Pass im Januar 2015 rückwirkend zum 15. Oktober 2012 für drei Jahre und zwei Monate gesperrt. Seine Resultate zwischen dem 20. Juli 2009 und dem 20. September 2009, zwischen dem 29. Juni 2010 und dem 29. August 2010 sowie zwischen dem 17. Dezember 2011 und dem 11. Juni 2012 wurden.

## Durchführung
Hier gab es keine Vorrunde, alle 27 Geher traten gemeinsam zum Finale an.

## Legende
Kurze Übersicht zur Bedeutung der Symbolik – so üblicherweise auch in sonstigen Veröffentlichungen verwendet:
| CR  | Championshiprekord                       |
| NR  | Nationaler Rekord                        |
| DNF | Wettkampf nicht beendet (did not finish) |
| DSQ | disqualifiziert                          |
| DOP | wegen Dopingvergehens disqualifiziert    |

## Ergebnis
30. Juli 2010, 7:35 Uhr
| Platz | Name               | Nation      | Zeit (h)   |
| ----- | ------------------ | ----------- | ---------- |
| 1     | Yohann Diniz       | Frankreich  | 3:40:37 CR |
| 2     | Grzegorz Sudoł     | Polen       | 3:42:24    |
| 3     | Sergei Bakulin     | Russland    | 3:43:26    |
| 4     | Robert Heffernan   | Irland      | 3:45:30 NR |
| 5     | Jesús Ángel García | Spanien     | 3:47:56    |
| 6     | Marco De Luca      | Italien     | 3:48:36    |
| 7     | André Höhne        | Deutschland | 3:49:29    |
| 8     | Łukasz Nowak       | Polen       | 3:51:31    |
| 9     | Tadas Šuškevičius  | Litauen     | 3:52:31    |
| 10    | Juri Andronow      | Russland    | 3:54:22    |
| 11    | Colin Griffin      | Irland      | 3:57:58    |
| 12    | Andreas Gustafsson | Schweden    | 3:58:02    |
| 13    | Dušan Majdán       | Slowakei    | 4:00:51    |
| 14    | Augusto Cardoso    | Portugal    | 4:03:40    |
| 15    | Predrag Filipović  | Serbien     | 4:06:29    |
| DNF   | Trond Nymark       | Schweden    |            |
| DNF   | Andriy Kovenko     | Ukraine     |            |
| DNF   | Alex-Schwazer      | Italien     |            |
| DNF   | Serhiy Budza       | Ukraine     |            |
| DNF   | Artur Brzozowski   | Polen       |            |
| DNF   | Christopher Linke  | Deutschland |            |
| DNF   | António Pereira    | Portugal    |            |
| DNF   | Jarkko Kinnunen    | Finnland    |            |
| DNF   | Miloš Bátovský     | Slowakei    |            |
| DNF   | Mikel Odriozola    | Spanien     |            |
| DSQ   | Donatas Škarnulis  | Litauen     |            |
| DOP   | Sergei Kirdjapkin  | Russland    |            |

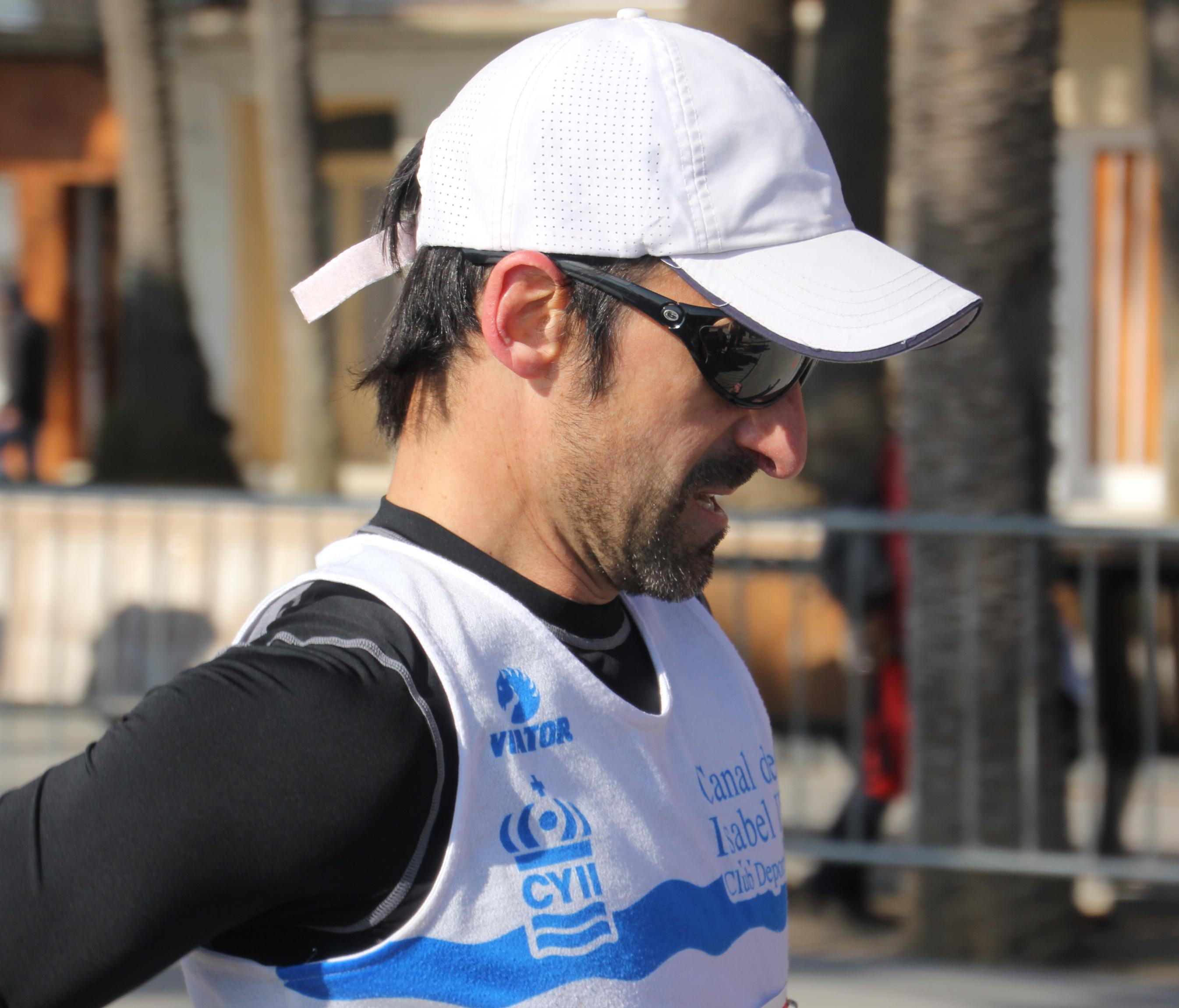
Jesús Ángel García – Rang fünf
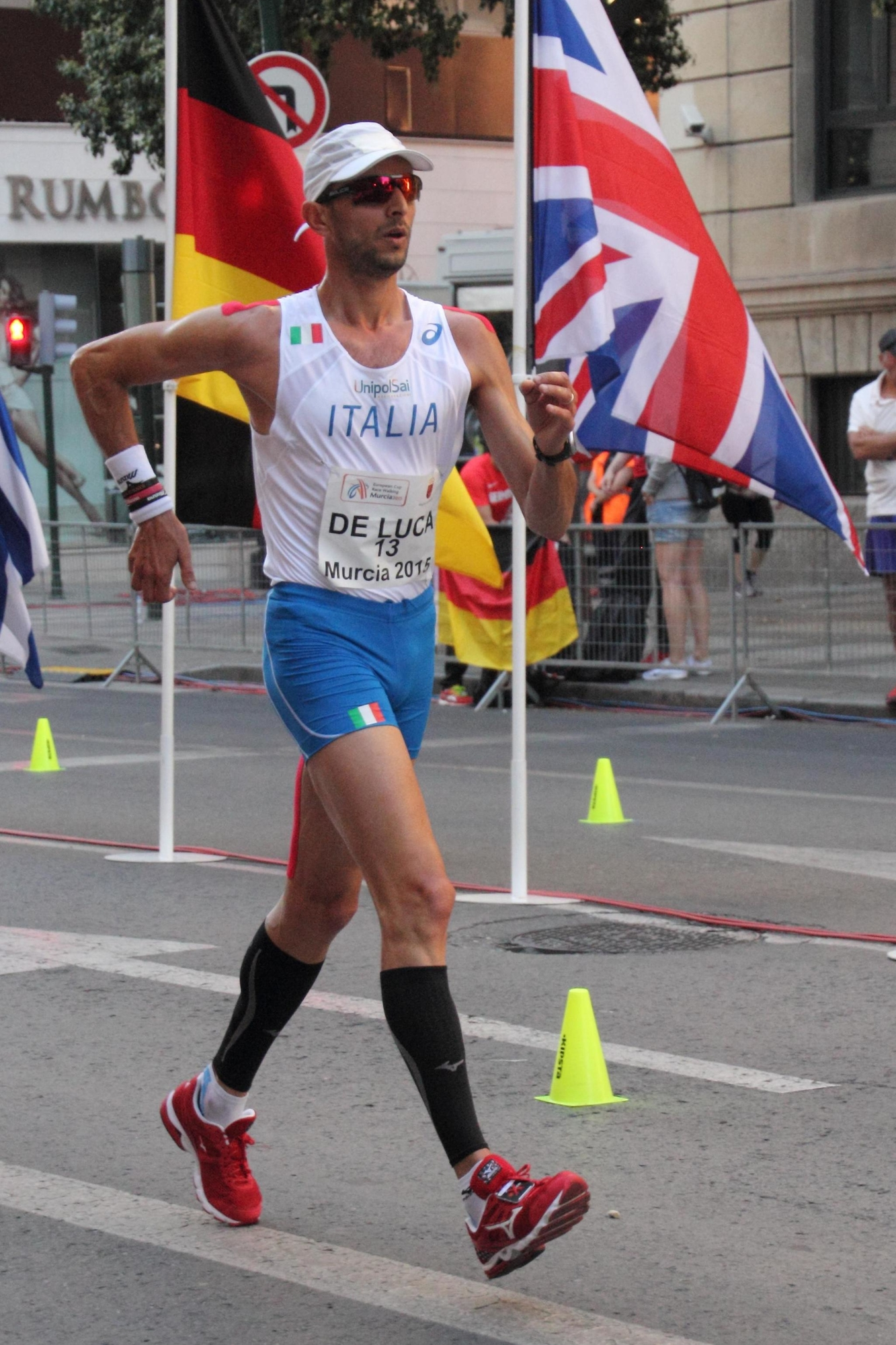
Marco De Luca – Rang sechs
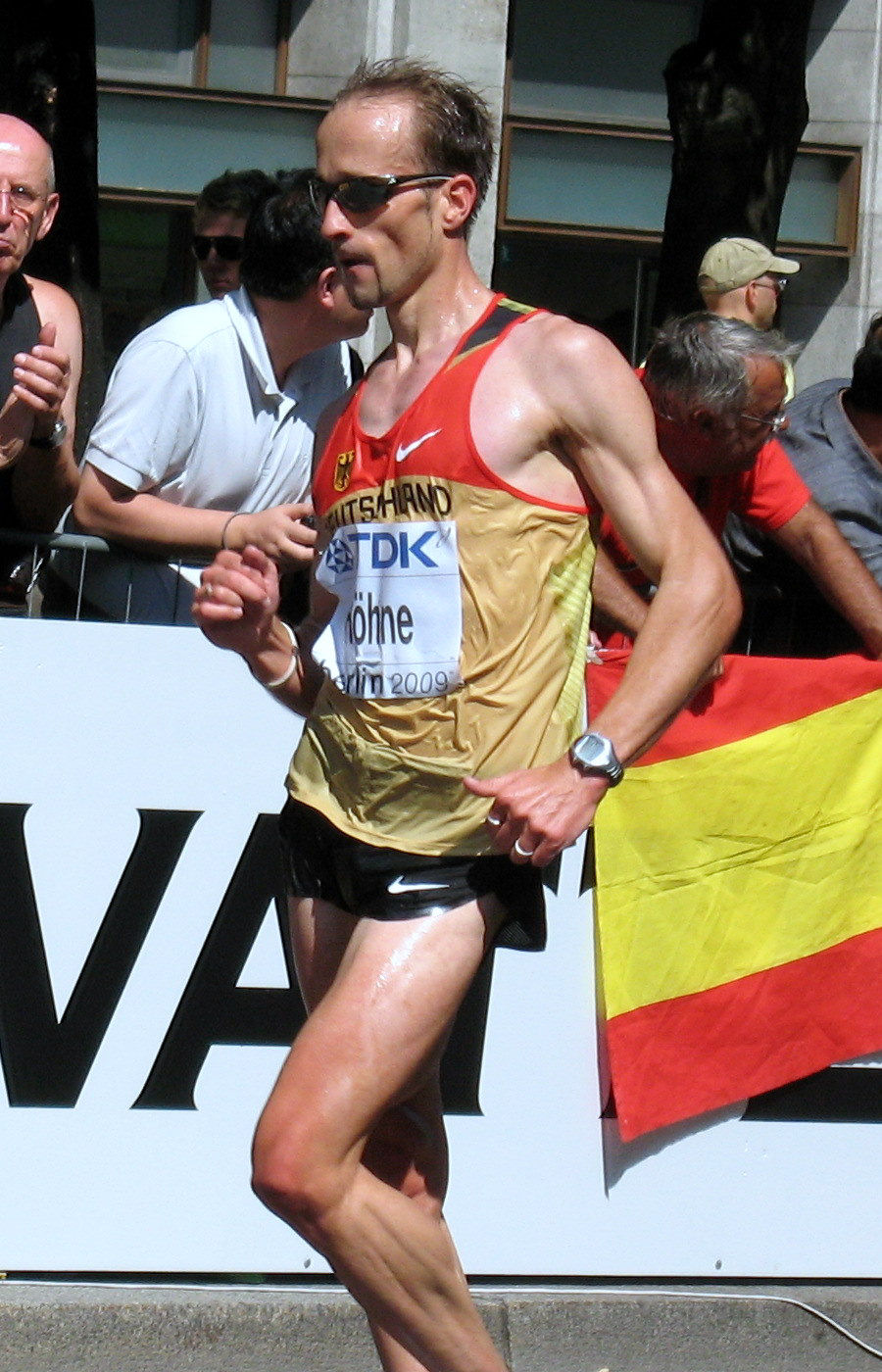
André Höhne – Rang sieben
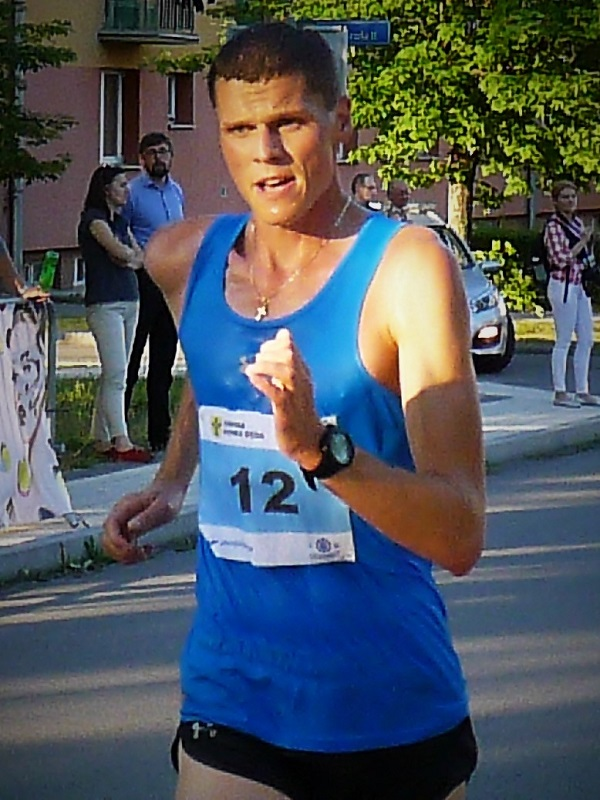
Łukasz Nowak – Rang acht
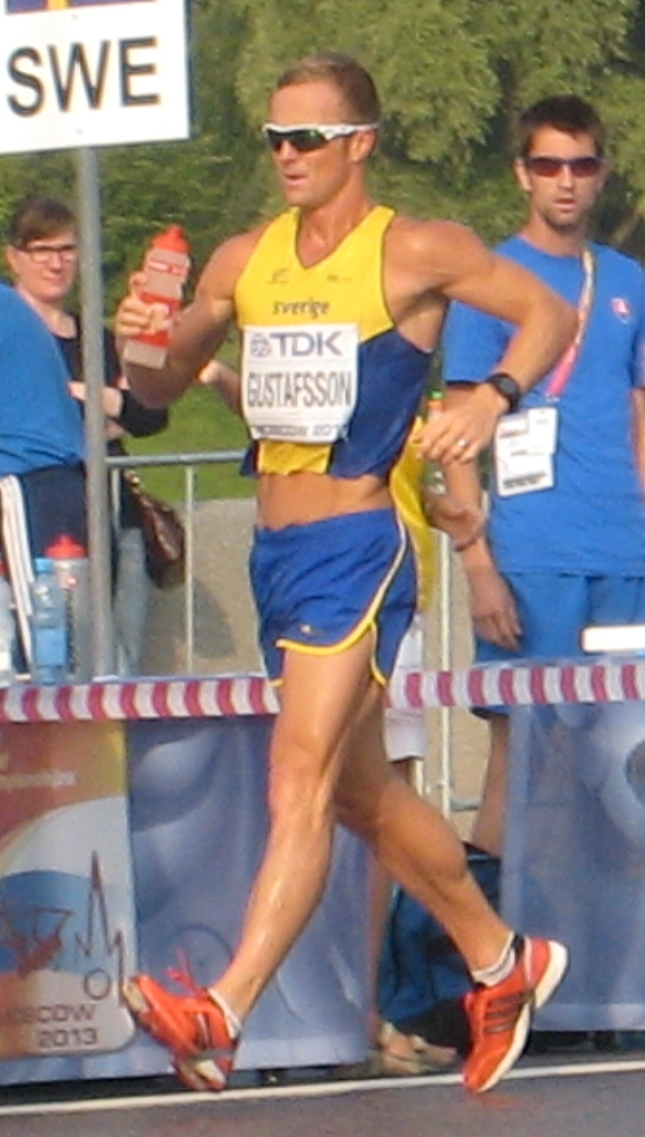
Andreas Gustafsson – Rang zwölf
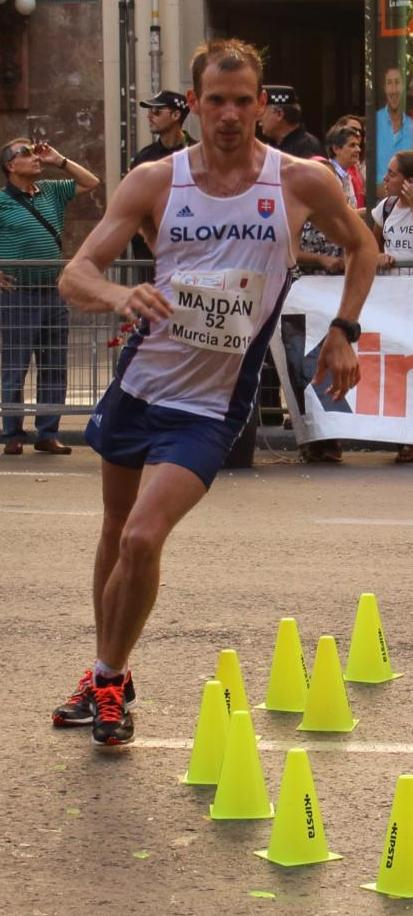
Dušan Majdán – Rang dreizehn
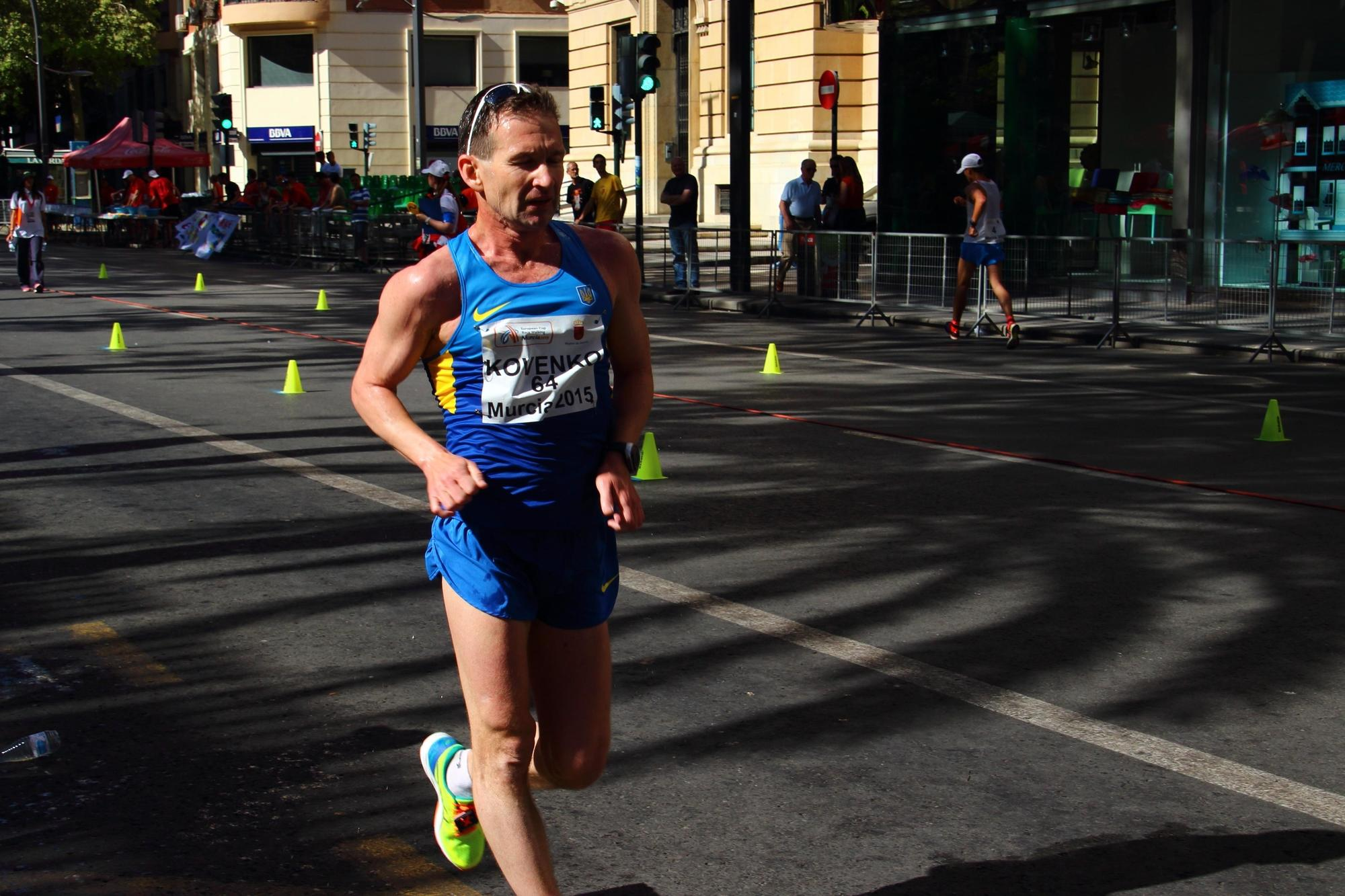
Andriy Kovenko – nicht im Ziel
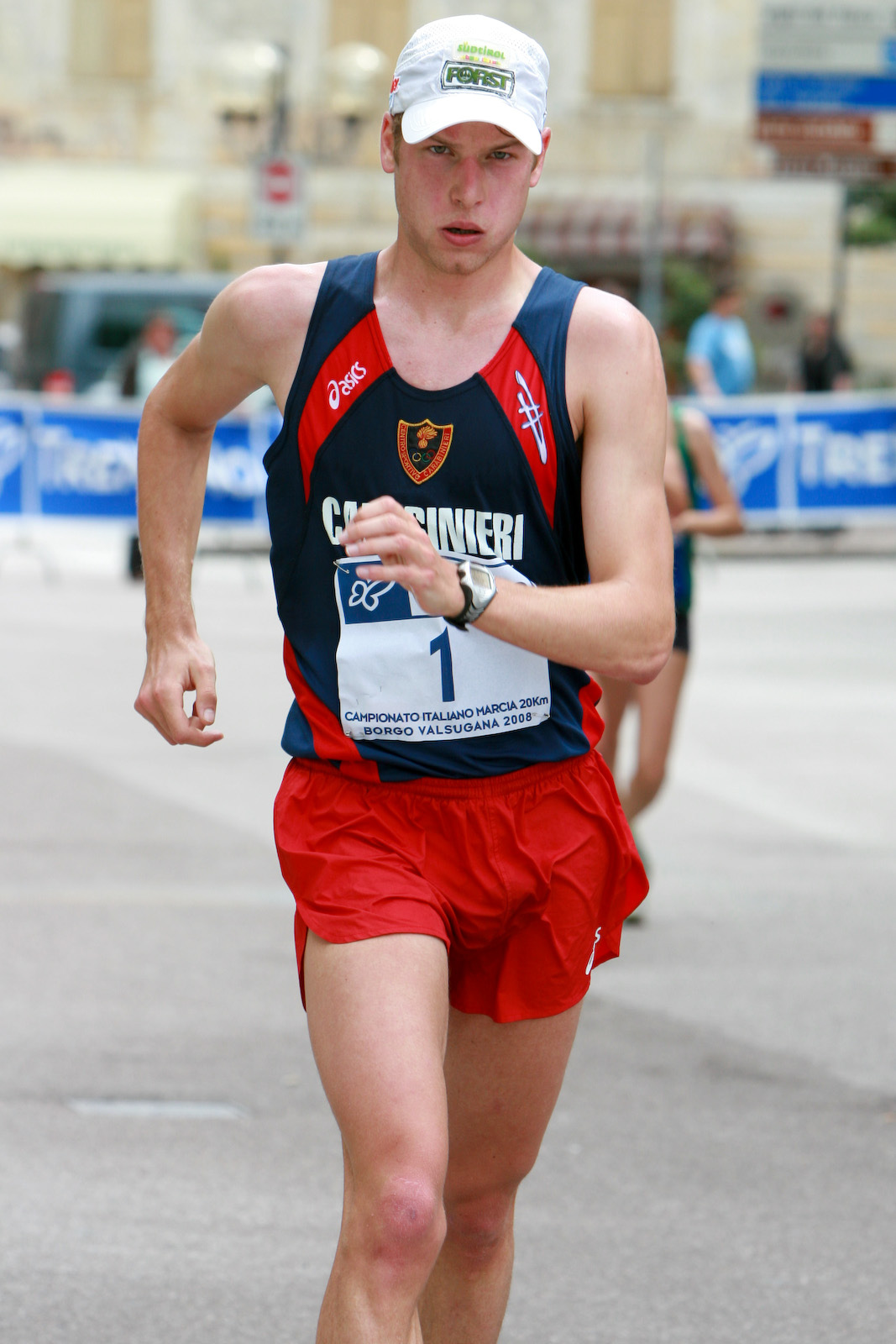
Alex-Schwazer, Europameister über 20 Kilometer – nicht im Ziel
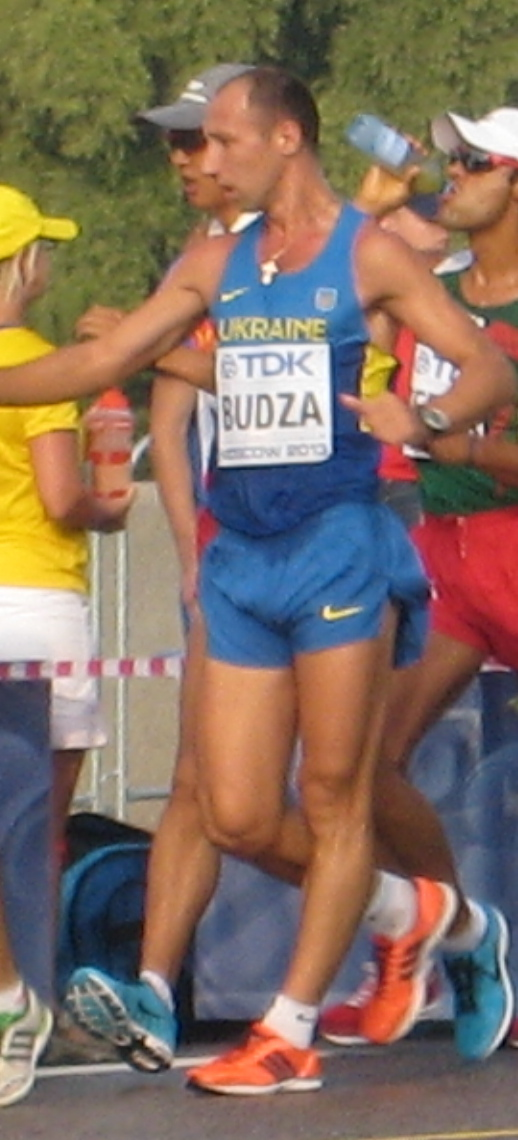
Serhiy Budza – nicht im Ziel
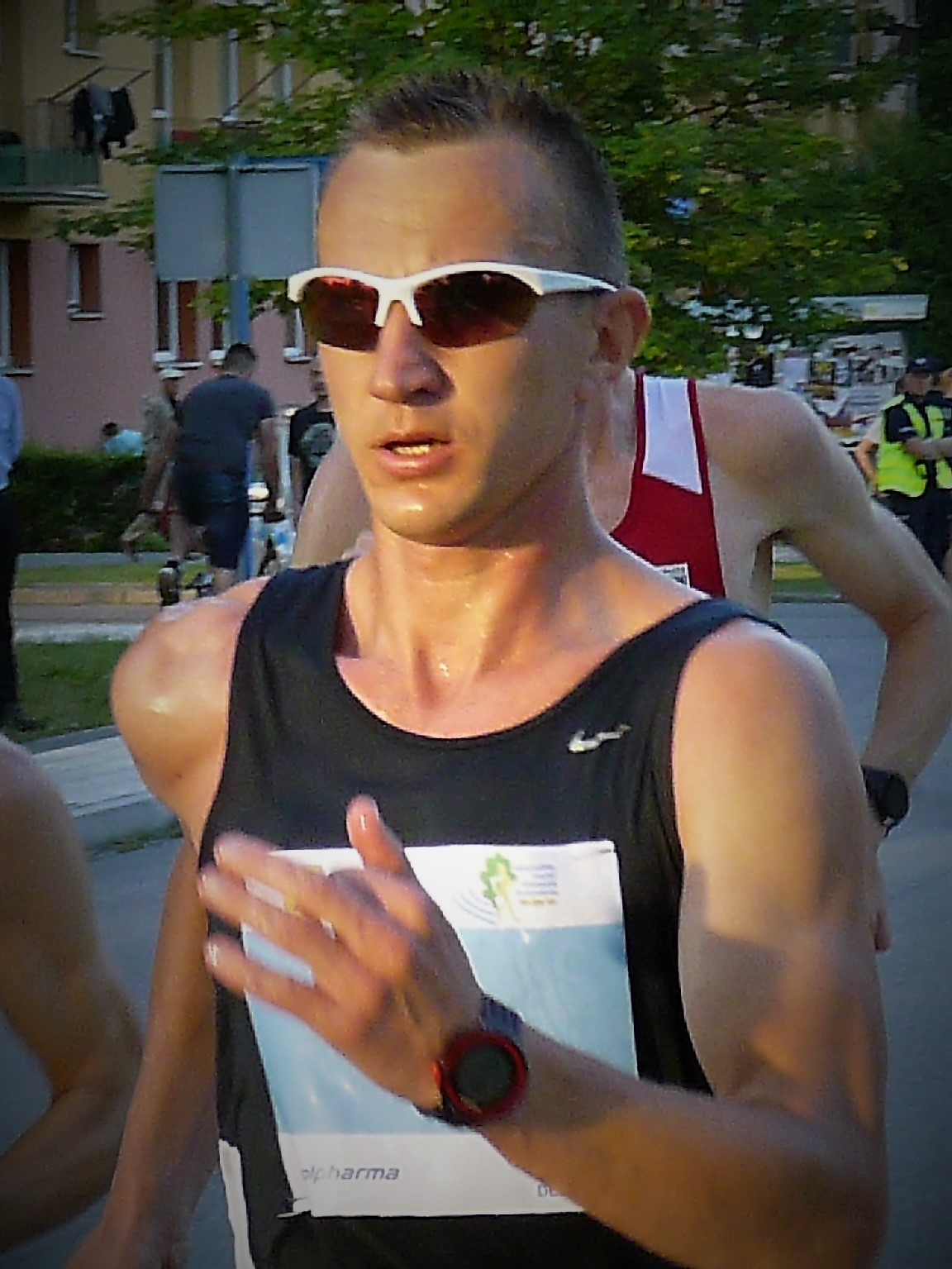
Artur Brzozowski – nicht im Ziel
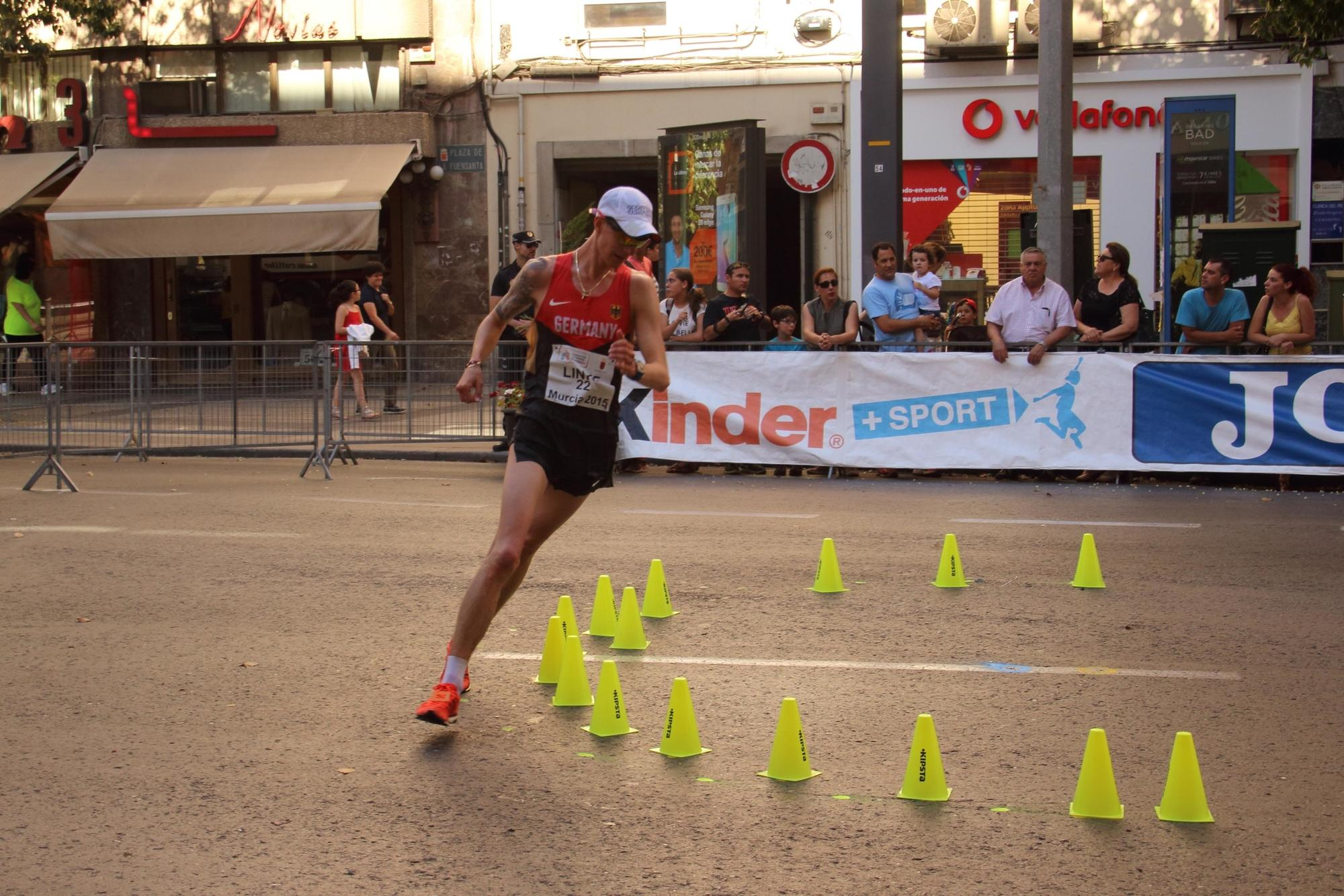
Christopher Linke – nicht im Ziel
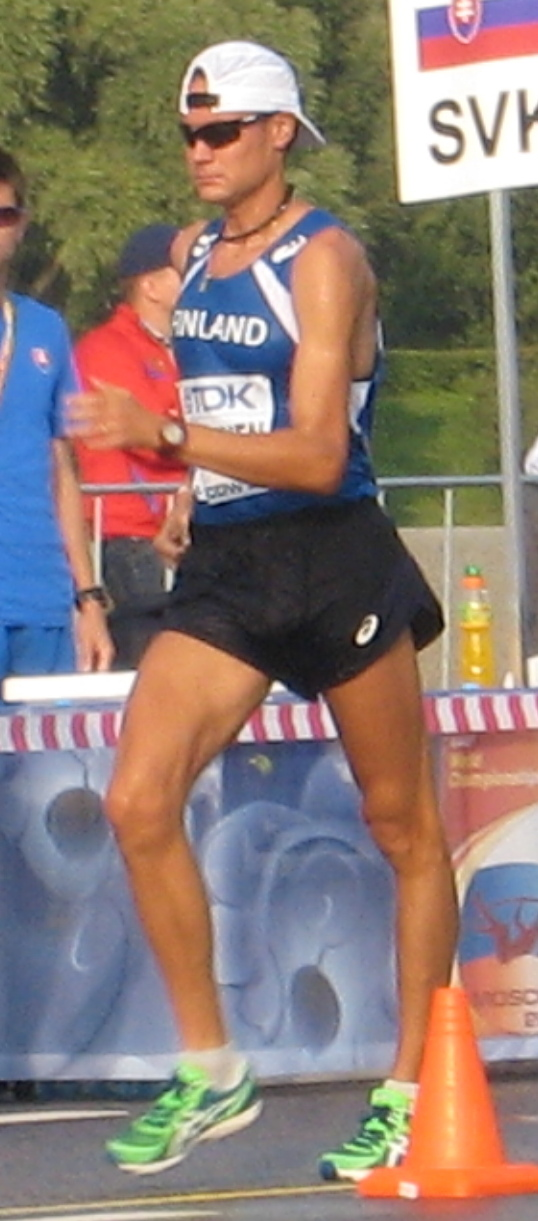
Jarkko Kinnunen – nicht im Ziel
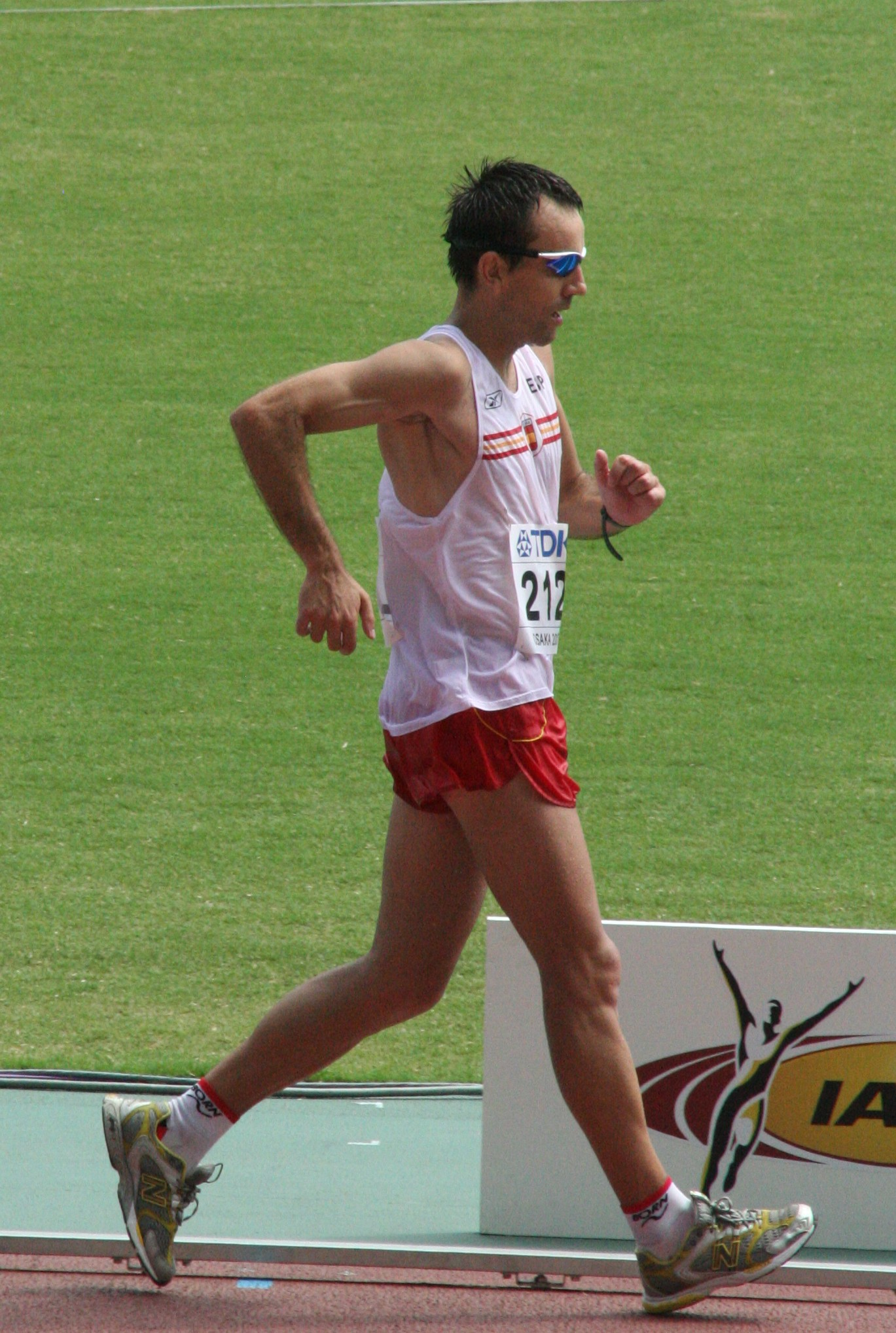
Mikel Odriozola – nicht im Ziel